# Haliplus variegatus
Haliplus variegatus is een keversoort uit de familie watertreders (Haliplidae). De wetenschappelijke naam van de soort is voor het eerst geldig gepubliceerd in 1834 door Sturm.